# Dihidrohinidin
Dihidrohinidin (takođe poznat kao hidrohinidin) je organsko jedinjenje, cinhonski alkaloid, koji je blisko srodan sa kininom. Njegova specifična rotacija je +226° u etanolu pri koncenraciji od 2g/100 ml. Derivat ovog molekula se koristi kao hiralni ligand u AD-mix za Šarplesovu dihidroksilaciju. 